# ده خاني (حومة بم)
ده خاني (بالفارسية: ده‌خانی) هي مستوطنة تقع في إيران في كرمان.